# عبدالوهاب همدانی
عبدالوهاب همدانی یا عبدالوهاب ابن جلال‌الدین محمد همدانی نویسندهٔ سدهٔ دهم هجری قمری بود. کتاب ثوابت المناقب (تألیف شده در سال ۹۴۷ قمری) از آثار او است. این کتاب مشتمل است بر مقدمه و نُه ذکر و خاتمه. هر ذکر در چند باب شرح مناقب یکی از منسوبان یا جانشینان مولوی و البته خود اوست. در موضوع خود بسیار مهم و سودمند و در واقع تحریر تازه‌ای از کتاب مناقب العارفین نوشتهٔ شمس‌الدین احمد افلاکی در شرح احوال و زندگی مولوی و خاندان او مشایخ سلسلهٔ مولویه است. مؤلف هرجا لازم دانسته دست به حک و اصلاح زده و مواردی را تلخیص کرده و در بعضی جاها مطالبی افزوده‌است. همچنین دقت خاصی در تواریخ اعمال کرده و در صورت لزوم آنها را تصحیح نموده‌است. نسخه‌ای از آن در کتابخانهٔ دیوان هند موجود است.
در سال ۱۳۹۰ هجری شمسی مرکز پژوهشی میراث مکتوب کتاب ثواقب المناقب اولیاءالله منتشر کرده‌است.